# جيري جاكوبي
جيري جاكوبي (بالإنجليزية: Jerry Jacoby)‏ هو سائق سباق أمريكي، ولد في 1937.

## وصلات خارجية
- جيري جاكوبي على موقع IMDb (الإنجليزية)